# کنیچی کوندو
کنیچی کوندو (ژاپنی: 近藤 健一؛ زادهٔ ۲ آوریل ۱۹۸۳) یک بازیکن فوتبال اهل ژاپن است.
از باشگاه‌هایی که در آن بازی کرده‌است می‌توان به باشگاه فوتبال توکیو و باشگاه فوتبال و-واران ناگاساکی اشاره کرد.